# Marise Ferro
Pour les articles homonymes, voir Ferro.
Marise Ferro (ou Marise Fèrro) est le nom de plume de Maria Luisa Ferro, écrivain et journaliste italienne née à Vintimille le 21 juin 1907 et morte à Sestri Levante le 2 octobre 1991 .

## Biographie
Elle obtient le prix Stresa en 1978 pour La sconosciuta

## Œuvres

### Œuvres en français
- Voici la Riviera italienne, phot. de Cas Oorthuys, Paris, Éditions Flammarion, coll. « Contacts avec le monde », 1959, 95 p. (BNF 33005795)

### Romans
- Disordine,  1932.
- Barbara, 1934.
- Trent'anni, 1940.
- Lume di luna, 1943 .
- Memorie di Irene, 1944 .
- Stagioni, 1946.
- La guerra è stupida, 1949.
- La violenza, 1967.
- Una lunga confessione, 1972 .
- Irene muore, 1974.
- La ragazza in giardino, 1976 .
- La sconosciuta, 1978.

### Essais
- Le romantiche, 1958.
- La donna dal sesso debole all'unisex, 1970.